# KkStB-Tenderreihe 13
Die kkStB-Tenderreihe 13 war eine Schlepptenderreihe der kkStB, deren Tender ursprünglich von der Kaiser-Franz-Josephs-Bahn (KFJB) stammten.
Die KFJB beschaffte diese Tender für ihre Lokomotiven ab 1868. Sie wurden von Ringhoffer in Prag-Smichov, von Sigl in Wien, von der Lokomotivfabrik Floridsdorf und von der Wiener Neustädter Lokomotivfabrik geliefert. Bei der KRB erhielten sie die Reihenbezeichnung TF.
Nach der Verstaatlichung bekamen die Tender bei der kkStB die Reihenbezeichnung 13. Die Tender wurden freizügig für alle in der Tabelle angegebenen Reihen eingesetzt.